# Ordine dei Quattro imperatori
L'ordine dei Quattro imperatori (detto anche ordine dell'Antica nobiltà (in tedesco: Orden des Alten Adels oder der vier Kaiser), è un antico ordine cavalleresco della contea di Limburg-Stirum.

## Storia
L'ordine venne fondato per la prima volta nel 1308 e rifondato il 6 dicembre 1768 dai conti di Limburg-Stirum, sovrani di molte contee in Vestfalia.
L'ordine venne dedicato a quattro antichi imperatori del Sacro Romano Impero, Enrico VII, Venceslao, Sigismondo e Carlo IV. Gli insigniti, di numero ridotto, ricevevano automaticamente alla loro accettazione nell'ordine un territorio in feudo di quelli parte del patrimonio dell'ordine che amministravano per conto di esso e che era concesso "ad personam" e che alla morte dell'insignito doveva fare ritorno al patrimonio dell'ordine.
Nel 1806 i conti di Limburg-Stirum subirono la mediatizzazione dei loro territori e persero il governo sulle loro contee. L'ordine, ad ogni modo, continuò ad essere concesso privatamente dai rappresentanti della casata.

## Gradi
L'ordine constava di tre gradi:
- cavaliere di gran croce
- commendatore
- cavaliere

## Insegne
La medaglia dell'ordine era composta di una croce di Malta smaltata di bianco al centro della quale si trovava un medaglione azzurro rappresentante in oro san Giorgio a cavallo che uccide il dragone. Sulle braccia della croce stavano inscritte in oro le lettere "H-S-W-C" in onore dei quattro imperatori.
Il nastro era grigio-azzurro con una striscia gialla per parte